# Zadrska županija
Zadrska županija (hrv. Zadarska županija) je ena izmed 21 županij Hrvaške. Glavno mesto županije je Zadar. Obsega kar nekaj otokov v Zadrskem otočju, med drugimi jugovzhodni del otoka Pag, ki si ga deli z Liško-senjsko županijo. Na jugu meji na Šibeniško-kninsko županijo, po morju pa tudi na Primorsko-goransko županijo. Po popisu 2011 je imela 170.000, leta 2021 pa le še 160.000 prebivalcev.

## Upravna delitev
- Mesta 
  - Zadar
  - Benkovac
  - Biograd na Moru
  - Nin
  - Obrovac
  - Pag
- Občine
  - Gračac
  - Bibinje
  - Galovac
  - Jasenice
  - Kali
  - Kukljica
  - Ostrovica
  - Novigrad
  - Pakoštane
  - Pašman
  - Petrčane
  - Polača
  - Poličnik
  - Posedarje
  - Povljana
  - Preko
  - Privlaka
  - Ražanac
  - Sali
  - Stankovci
  - Starigrad
  - Sukošan
  - Sveti Filip i Jakov
  - Škabrnja
  - Tkon
  - Vir
  - Vrsi
  - Zemunik Donji